# قلعه عظیم‌آباد
قلعه عظیم‌آباد ، روستایی از توابع بخش مرکزی شهرستان ری در استان تهران ایران است.

## جمعیت
این روستا در دهستان عظیمیه قرار دارد و براساس سرشماری مرکز آمار ایران در سال ۱۳۸۵، جمعیت آن ۴٬۰۷۳ نفر (۹۸۷خانوار) بوده‌است.